# Manuel Gutiérrez Mellado
Pour les articles homonymes, voir Mellado.
Manuel Gutiérrez Mellado, marquis de Gutiérrez Mellado, né le 30 avril 1912 à Madrid et mort le 15 décembre 1995 à Alcolea del Pinar, est un militaire et homme d'État espagnol.

## Biographie

### Débuts militaires
Il intègre l'Académie générale militaire en 1929 et se trouve au promu au grade de lieutenant d'artillerie en 1933. Actif au cours de la guerre civile, il intègre le régiment d'artillerie de Carabanchel à Madrid. Alors que la ville est toujours contrôlée par les républicains, il agit comme agent double au service des nationalistes.
Il devient capitaine en 1938 puis commandant, après avoir obtenu un diplôme d'aptitude pour le service au sein de l'État-major. Il est alors affecté à l'école d'application et des tirs de l'artillerie. Il est promu lieutenant-colonel en 1957 et colonel huit ans plus tard.

### Officier supérieur
Il est promu en avril 1970 au grade de général de brigade d'artillerie et devient professeur principal de l'École des hautes études militaires (EAEM), au sein du Centre supérieur des études de la défense nationale. Il intègre le Haut État-major en février 1971.
Il obtient une nouvelle promotion en mars 1973, au grade de général de division, avant d'être nommé en juin 1975 délégué du gouvernement et commandat général à Ceuta,. Il est relevé de cette responsabilité en avril 1976, après avoir été élevé au grade de lieutenant-général et désigné capitaine général de la VIIe Région militaire, basée à Valladolid. Le 1er juillet suivant, il devient chef de l'État-major central (JEMC).

### Carrière politique
À la suite de la démission du président du gouvernement Carlos Arias Navarro le 1er juillet 1976, il fait partie des cinq favoris identifiés par le quotidien de centre gauche El País pour lui succéder. C'est finalement Adolfo Suárez qui sera appelé par le roi.
Manuel Gutiérrez Mellado est nommé premier vice-président du gouvernement, chargé des Affaires de la défense et ministre sans portefeuille le 23 septembre suivant dans le premier gouvernement de Suárez, en remplacement du général Fernando de Santiago. Cette nomination, qui prend par surprise la classe politique et les médias, est perçue comme le fait politique le plus important depuis la mort de Francisco Franco deux ans plus tôt : alors que Santiago est un représentant de la hiérarchie militaire la plus conservatrice, Mellado est un officier de grand prestige dont les idées libérales, le respect envers les civils et la fidélité au roi sont connus.
Le 5 juillet 1977, deux semaines après les premières élections démocratiques depuis plus de 40 ans, il est choisi pour prendre la tête du nouveau ministère de la Défense, tout en conservant sa vice-présidence, dans le gouvernement Suárez II. À la formation du troisième cabinet Suárez le 6 avril 1979, il est reconduit en tant que premier vice-président mais perd son département ministériel au profit d'un civil, Agustín Rodríguez Sahagún.
Il est un acteur marquant de la tentative de coup d'État franquiste du 23 février 1981, en ordonnant aux putschistes membres de la Garde civile présents dans l'hémicycle du Congrès des députés de déposer leurs armes et se soumettre à son commandement, après que ceux-ci ont interrompu la session et ouvert le feu vers le plafond de la salle. Sept militaires devront s'associer pour le forcer à rejoindre son siège sur les bancs du gouvernement.

### Après la Transition
Très affecté par la mort du fils d'un ami qui n'avait pas réussi à arrêter sa consommation de drogue, il souhaite participer à la résolution de ce problème. Il crée alors en 1986 la Fondation d'aide contre la toxicomanie (FAD).
Élevé en 1994 au rang de capitaine général de l'Armée à titre honorifique par le roi Juan Carlos Ier, il se voit également décerner le titre de marquis de Gutiérrez Mellado.
Il meurt le 15 décembre 1995 à 83 ans d'une hémorragie interne causée par un accident de la route à la hauteur de Alcolea del Pinar, dans la province de Guadalajara. Il reçoit un hommage unanime de la classe politique.